# Banda Sinfónica Juvenil Simón Bolívar
la Banda Sinfónica Juvenil Simón Bolívar, (siglas: BSJSB) tiene su sede en el Conservatorio de Música Simón Bolívar en la ciudad de Caracas, Venezuela. Es la única banda que forma parte de la Fundación del Estado para el Sistema Nacional de Orquestas Juveniles e Infantiles de Venezuela, y está compuesta por jóvenes músicos de toda Latinoamérica, con edades comprendidas entre los 12 y los 30 años. 

## Historia
Fue creada a finales del año 2005, por la iniciativa del maestro Jesús Ignacio Pérez Perazzo y el maestro Valdemar Rodríguez, quienes vieron la necesidad de crear una agrupación musical de vientos con carácter permanente, que sirviera de plataforma para los jóvenes músicos que forman parte de El Sistema, y realizó su presentación formal en febrero de 2006. Desde entonces ha venido realizando una ardua labor de crecimiento que ha consistido en conciertos en diversos espacios (teatros, plazas, iglesias) interpretando obras musicales de diversos géneros como adaptaciones del repertorio orquestal, obras contemporáneas escritas especialmente para bandas sinfónicas, música de cámara, jazz, música popular, música sacra, temas de películas y géneros propios de las bandas como la marcha y el pasodoble; demostrando así la diversidad de música que puede ofrecer una banda sinfónica. Además de realizar seminarios, giras nacionales, grabaciones, etc.
En diciembre de 2006, gracias al patrocinio de Shell de Venezuela, la Banda Sinfónica Juvenil Simón Bolívar, presentó un trabajo discográfico titulado Música del Templo y de la Plaza que tiene como finalidad la promoción de la cultura musical en el país, el acercamiento de las comunidades a las tradiciones y la difusión de los valores nacionales.
Con ella han actuado como invitados, el pianista Sadao Muraki, la cantante Biella Da Costa y Rafael "el Pollo" Brito.
Entre sus directores invitados figuran el director y clarinetista maestro Eduardo Salazar, el director y compositor belga Jan Van der Roost, el maestro alemán Thomas Clamor y el director y clarinetista Jonathan Cohler, al igual que solistas de la talla de Jorge Montilla, Gaudy Sánchez y Miguel Sánchez.

En noviembre de 2008 su director titular pasa a ser Director Fundador dando inicio a una nueva etapa de la banda, en la que el joven director de orquesta Sergio Rosales asume el cargo de director musical de la misma.
Esta agrupación forma parte del Programa Académico Orquestal de La Fundación para el Sistema Nacional de Orquestas Juveniles e Infantiles de Venezuela (FESNOJIV) y está integrada por alumnos del conservatorio de Música Simón Bolívar y del Instituto Universitario de Estudios Musicales (IUDEM), cuyas expectativas son cumplir con la necesidad de dotar a las distintas poblaciones y culturas de una agrupación sinfónica de vientos, a fin de elevar y acrecentar la cultura artística, fomentando la identidad musical donde se vea concretada la diversidad de manifestaciones musicales orientadas hacia todos los públicos, de todas las edades y condiciones sociales sin distinción.
En junio de 2012, la BSJSB realizó una gira por varias ciudades de Colombia, donde participaron en el concierto inaugural del III Congreso Internacional de Música para Bandas de Medellín y en el Auditorio León de Greiff de la Universidad Nacional de Colombia, en la ciudad de Bogotá.
En febrero de 2013, en un concierto en la Sala Simón Bolívar del Centro de Acción Social por la Música, bautizan su primera producción discográfica editada por el sello alemán GENUIN, titulada Mambos y fanfarrias, grabación en la que los músicos fueron guiados por la batuta del maestro alemán Thomas Clamor, interpretando un repertorio conformado por obras de autores venezolanos y latinoamericanos (Castro D’Addona, Ginastera y Pérez Prado), así como de compositores del repertorio clásico universal (Ravel, Mendelsohn y Músorgski).
A lo largo de su carrera la BSJSB ha sido dirigida por maestros internacionales, especializados en bandas sinfónicas, entre ellos Thomas Clamor (Alemania), Antonio Saiote (Portugal), Eddy Vanoosthuyse (Bélgica), Ferrer Ferrán (España), Jan Van der Roost (Bélgica), Jhonathan Cohler (Estados Unidos), Johan de Meij (Holanda) y Tim Reynish (Reino Unido).
En julio de 2013 la BSJSB realizó su primera gira por el Viejo Continente, con presentaciones en importantes festivales y prestigiosas salas de Francia, Bélgica, Holanda, Suiza y España.